# Niederhaslach
Niederhaslach település Franciaországban, Bas-Rhin megyében. Lakosainak száma 1382 fő (2022. január 1.). Niederhaslach Heiligenberg, Mollkirch, Muhlbach-sur-Bruche, Oberhaslach, Still és Urmatt községekkel határos.

## Népesség
A település népességének változása:
| Lakosok száma | 1403 | 1413 | 1426 | 1405 | 1402 | 1398 | 1395 | 1394 | 1382 |
|               | 2013 | 2015 | 2016 | 2017 | 2018 | 2019 | 2020 | 2021 | 2022 |